# Hilding Nielsen
Nils Hilding Nielsen, född 18 november 1899 i Göteborg, död 23 augusti 1971 i Göteborg, var en svensk skeppsbyggnadsingenjör och  verkställande direktör på skeppsvarvet Götaverken, från 1957 och fram till halvårsskiftet 1964. Han var son till skeppsmäklare Nils Nielsen och Lydia, född Hammarlund.
Nielsen utexaminerades 1923 från KTH som skeppsbyggnadsingenjör, och efter några år som maskiningenjör i USA anställdes han 1927-1930 vid Vattenbyggnadsbyråns kontor i London. År 1930 blev han disponentassistent vid Lindholmens varv, där han 1933 blev överingenjör samt platschef. Han utnämndes 1935 till verkställande direktör där. År 1944 blev han verkställande direktör för Götaverkens dotterföretag Öresundsvarvet i Landskrona och 1953 vice verkställande direktör vid Götaverken, där han 1957 blev verkställande direktör. Han efterträddes på VD-posten vid Götaverken av Nils Svensson.
Då regeringschefen Nikita Chrusjtjov och utrikesminister Andrej Gromyko i spetsen för en delegation den 24 juni 1964 besökte Göteborg och både Götaverken och Arendalsvarvet, var Hilding Nielsen värd vid de båda varven.
Hilding Nielsen gifte sig första gången 1931 med Karin Arvidson, och andra gången från 1959 med Ingeborg Åhmansson.